# 谢雷舍沃
谢雷舍沃（羅馬化：Seryshevo）是俄罗斯阿穆尔州的市级镇、谢雷舍沃区行政中心。
原为别洛诺戈沃（Белоногово）车站村，1928年改为现名以纪念斯捷潘·米哈伊洛维奇·谢雷舍夫。该地2021年有人口9,575人；2010年人口10,816；2002年人口12,186；1989年人口13,456。